# 1490-е годы
1490-е (ты́сяча четы́реста девяно́стые) го́ды по юлианскому календарю — промежуток времени с 1 января 1490 года по 31 декабря 1499 года, включающий 1490 год 9-го десятилетия   и с 1491 по 1499 годы    10-го десятилетия XV века 2-го тысячелетия.  Они закончились 526 лет назад.

## Важнейшие события
- Русско-литовская война (1487—1494).
- Открытие Америки (1492). Тордесильясский договор (1494). Морской путь в Индию южнее Африки (1498).
- Сонгай покоряет Мали и становится крупнейшим государством Африки в истории при правлении Сонни Али (1464—1492) и Аскии Мохамемеда I (1492—1538).
- Начало Итальянских войн (1494—1559). Битва при Форново (1495).
- Швабская война (1499) приводит к отделению Швейцарского союза от Священной Римской империи.
- Турецко-венецианские войны XV—XVIII веков. Битва при Зонкьо (1499) — первая морская битва с установленными на кораблях пушками.
- Конец Средневековья в Европе — начало Нового Времени.
- Начало Великих географических открытий.
  - 6 декабря 1491 года Бретань окончательно присоединилась к Франции.
  - 24 июня 1497 года Джон Кабот открывает Ньюфаундленд и Лабрадор.
- В 1498 году в Сеуле произошло несколько дворцовых переворотов, сопровождавшихся вооружёнными столкновениями.
- В 1499 году были снаряжены и отправлены к берегам Южной Америки несколько экспедиций[кем?].

## Культура
- Написана история Лимоссо. 1490 года
- Леонардо да Винчи (1452—1519), художник, учёный, изобретатель, писатель. Мадонна Литта (1491). «Тайная вечеря» (1498).
- На Руси смена мартовского стиля на сентябрьский (1492). Судебник 1497 года.
- Роман «Троецарствие» опубликован (1494).